# Refugee Olympic Team
Refugee Olympic Team (dt. Olympisches Flüchtlingsteam) ist die Bezeichnung einer Mannschaft, die bei den Olympischen Sommerspielen startet. Diese besteht aus Sportlern, die als anerkannte Flüchtlinge nicht für ihr Heimatland antreten können. Zur Aufstellung des Refugee Olympic Team werden die Nationalen Olympischen Komitees vom IOC aufgefordert, geeignete Sportler zu benennen, die sowohl als Flüchtling anerkannt sind als auch die sportliche Qualifikation erfüllen. Die endgültige Auswahl der Sportler und weiteren Teammitglieder, einschließlich eines Chef de Mission, Trainern und technischen Offiziellen, erfolgt durch das IOC Executive Board. Die Ausstattung und Finanzierung erfolgt im Rahmen der olympischen Solidarität, einem Hilfsprogramm des IOC.
Erstmals nahm das Refugee Olympic Team an den Olympischen Sommerspielen 2016 in Rio de Janeiro teil. Dabei sollte das Team ursprünglich als Team Refugee Olympic Athletes (ROA) bezeichnet werden. Später wurde vom Internationalen Olympischen Komitee (IOC) die endgültige Bezeichnung mit dem Kürzel ROT verwendet.
Als Symbole der Mannschaft werden die olympische Flagge und die olympische Hymne verwendet. Beim Einmarsch der teilnehmenden Athleten während der Eröffnungsfeier 2016 lief das Team ROT als vorletzte Mannschaft unmittelbar vor dem Gastgeberland ins Stadion ein. 2021 in Tokio hat das Team unmittelbar an zweiter Position nach Griechenland das Stadion betreten. Dabei ist die Mannschaft unter dem Kürzel EOR angetreten. Dies steht für die französische Bezeichnung Equipe Olympique des Réfugiés.
Das Team wurde 2022 mit dem Prinzessin-von-Asturien-Preis für Sport ausgezeichnet.
Die wegen ihrer Homosexualität verfolgte kamerunische Boxerin Cindy Ngamba gewann 2024 bei den Olympischen Spielen von Paris mit Bronze die erste Medaille für das Flüchtlingsteam.

## Teilnehmer bei Olympischen Spielen

### Sommerspiele
| Jahr   | Athleten | Athleten | Athleten | Sportarten | Sportarten | Sportarten | Sportarten | Sportarten | Sportarten | Sportarten | Sportarten | Sportarten | Sportarten | Sportarten | Sportarten | Sportarten | Medaillen | Medaillen | Medaillen | Medaillen          | Medaillen |
| Jahr   | Ges.     |          |          |            |            |            |            |            |            |            |            |            |            |            |            |            |           |           |           | Medaillen – Gesamt | Rang      |
| ------ | -------- | -------- | -------- | ---------- | ---------- | ---------- | ---------- | ---------- | ---------- | ---------- | ---------- | ---------- | ---------- | ---------- | ---------- | ---------- | --------- | --------- | --------- | ------------------ | --------- |
| 2016   | 10       | 6        | 4        |            |            |            |            | 2          |            |            | 6          |            |            |            | 2          |            | —         | —         | —         | —                  | —         |
| 2020   | 29       | 19       | 10       | 1          | 2          |            | 1          | 6          | 1          | 2          | 7          | 2          | 1          | 1          | 2          | 3          | —         | —         | —         | —                  | —         |
| 2024   | 37       | 24       | 13       | 1          | 2          | 1          | 2          | 6          | 4          |            | 8          | 2          | 2          | 2          | 2          | 5          | —         | —         | 1         | 1                  | 84        |
| Gesamt | Gesamt   | Gesamt   | Gesamt   | Gesamt     | Gesamt     | Gesamt     | Gesamt     | Gesamt     | Gesamt     | Gesamt     | Gesamt     | Gesamt     | Gesamt     | Gesamt     | Gesamt     | Gesamt     | 0         | 0         | 1         | 1                  |           |

## Teilnehmer nach Herkunftsland
| Herkunftsland                | Jahr | Jahr | Jahr |
| Herkunftsland                | 2016 | 2020 | 2024 |
| ---------------------------- | ---- | ---- | ---- |
| Afghanistan                  |      | 3    | 5    |
| Äthiopien                    | 1    |      | 2    |
| Eritrea                      |      | 2    | 2    |
| Irak                         |      | 1    |      |
| Iran                         |      | 5    | 14   |
| Kamerun                      |      | 1    | 1    |
| Demokratische Republik Kongo | 2    | 1    |      |
| Republik Kongo               |      | 1    | 1    |
| Kuba                         |      |      | 2    |
| Sudan                        |      | 1    | 2    |
| Südsudan                     | 5    | 4    | 2    |
| Syrien                       | 2    | 9    | 5    |
| Venezuela                    |      | 1    | 1    |
| Gesamt                       | 10   | 29   | 37   |